# An Csi
An Csi (An Qi) (安琦, pinjin: Ān Qí) (Talien (Dalian), 1981. június 21. –) kínai válogatott labdarúgó.